# Aharon Cwi Propes
Aharon Cwi Propes, w polskiej prasie rewizjonistycznej jako Aaron Propes lub Aron Cwi Propes (hebr. אַהֲרֹן צְבִי פְּרוֹפֶּס, ur. 25 maja 1904 w Mitawie, zm. 4 stycznia 1978 w Tel Awiwie) – działacz syjonistyczny, społeczny i kulturalny, założyciel młodzieżówki syjonizmu rewizjonistycznego – Bejtaru i jego pierwszy przewodniczący, w latach 1929–1939 roku Naczelny Komendant Bejtaru w Polsce, redaktor i autor artykułów do czasopism rewizjonistycznych w Polsce i na świecie.
W 1961 roku zainicjował coroczny Festiwal Izraela, który początkowo był festiwalem muzycznym, a obecnie festiwalem sztuki, tańca, śpiewu.

## Życiorys

### Młodość
Urodził się 25 maja 1904 roku w Mitawie (obecnie Jełgawa) w rodzinie Moszego Jichanana i Fajgi (z domu Kropman). Ojciec pochodził z rodziny drukarzy z Amsterdamu, która wyjechała na tereny Litwy i Łotwy, był także członkiem Chowewej Syjon. Matka pochodziła z religijnej rodziny, jej ojciec był rabinem.
W 1914 roku w związku z wydaleniem Żydów z miasta wraz z rodziną opuścił Rygę. Aktywnie udzielał się w młodzieżowej organizacji Ceirej Syjon w Ostrogożsku i jako jej przewodniczący powołał do życia oddział żydowskiej samoobrony podczas pogromów żydowskiej ludności podczas wojny sowiecko-ukraińskiej.
W 1920 roku powrócił wraz z rodziną do Rygi. W latach 1922–1923 uczył się w konserwatorium hebrajskim, a w 1923 roku ukończył gimnazjum hebrajskie. W latach 1922–1924 sprawował funkcję przewodniczącego organizacji uczniowskiej gimnazjum. Zaangażował się także w stworzenie organizacji aktywistów na rzecz ruchu syjonistycznego. Wówczas dużą popularnością w Europie Wschodniej cieszyły się syjonistyczne organizacje i ruchy socjalistów. Jednak przyjaciel Porpesa został zabity przez komunistów, co przełożyło się na jego niechęć do socjalistów.
Interesował się żydowskim folklorem. W latach 1920–1938 zajmował się między innymi zbieraniem żydowskich pieśni ludowych, które w 1938 roku przesłał żydowskiemu poecie i twórcy literatury dziecięcej Lewinowi Kipnisowi i żydowskiemu pisarzowi Zalmanowi Szneurowi.

### Działalność w ruchu rewizjonistycznym
W 1923 roku do Rygi przyjechał Ze’ew Żabotyński. Na spotkanie został zaproszony również Porpes, jako przewodniczący organizacji uczniów, który wówczas już sympatyzował już z poglądami Żabotyńskiego. Pod wpływem wykładu wygłoszonego przez Żabotyńskiego Propes zaproponował stworzenie nowej organizacji młodzieży żydowskiej, której patronem zostałby Josef Trumpeldor. W swój plan wtajemniczył również zastępcę przewodniczącego Organizacji Syjonistycznej na Łotwie oraz członków korporacji Chasmonea.
Miesiąc po wizycie Żabotyńskiego w Rydze powstała nowa struktura o nazwie Organizacja Syjonistycznej Aktywistycznej Młodzieży im. Josefa Trumpeldora (hebr. ההסתדרות הנוער הציוני האקטיביסטי על שם יוסף טרומפלדור, Ha-Histadrut ha-No’ar ha-Cijoni ha-Aktiwisti al szem Josef Trumpeldor). Jej członkowie określali się mianem uczniów Żabotyńskiego. Bejtar został oficjalnie powołany do życia 27 grudnia 1923 roku w Rydze przez 13 członków Hasmonei. W styczniu 1924 roku Propes został mianowany przywódcą Bejtaru.
W 1926 roku wyjechał studiować prawo na uniwersytecie w Pradze. W trakcie studiów obserwował działalność czechosłowackiego Sokola.
W 1929 roku został wybrany Naczelnym Komendantem Bejtaru w Polsce. W tym samym roku poślubił Marię Aronsztam.
Wykorzystał wybuch arabskiej przemocy w Palestynie w 1929 roku do zmobilizowania żydowskiej młodzieży i przybliżenie jej do Bejtaru. W tym celu nakazał, aby aktywność kulturalna organizacji skupiła się na połączeniu postaci Trumpeldora z syjonizmem, żydowską kulturą i poglądami prawicowymi. Na tej podstawie w Bejtarze stworzono obraz Trumpeldora jako osoby zabiegającej o militaryzację społeczeństwa żydowskiego i przeciwnej socjalizmowi. Uważał także, że uniformizacja ruchu pozwoli znieść podziały ekonomiczne i społeczne wśród Żydów.
13 grudnia 1931 roku we wsi Zielonka pod Warszawą powołał do życia szkołę instruktorów Bejtaru, którą zarządzał Jirmejahu Halperin.

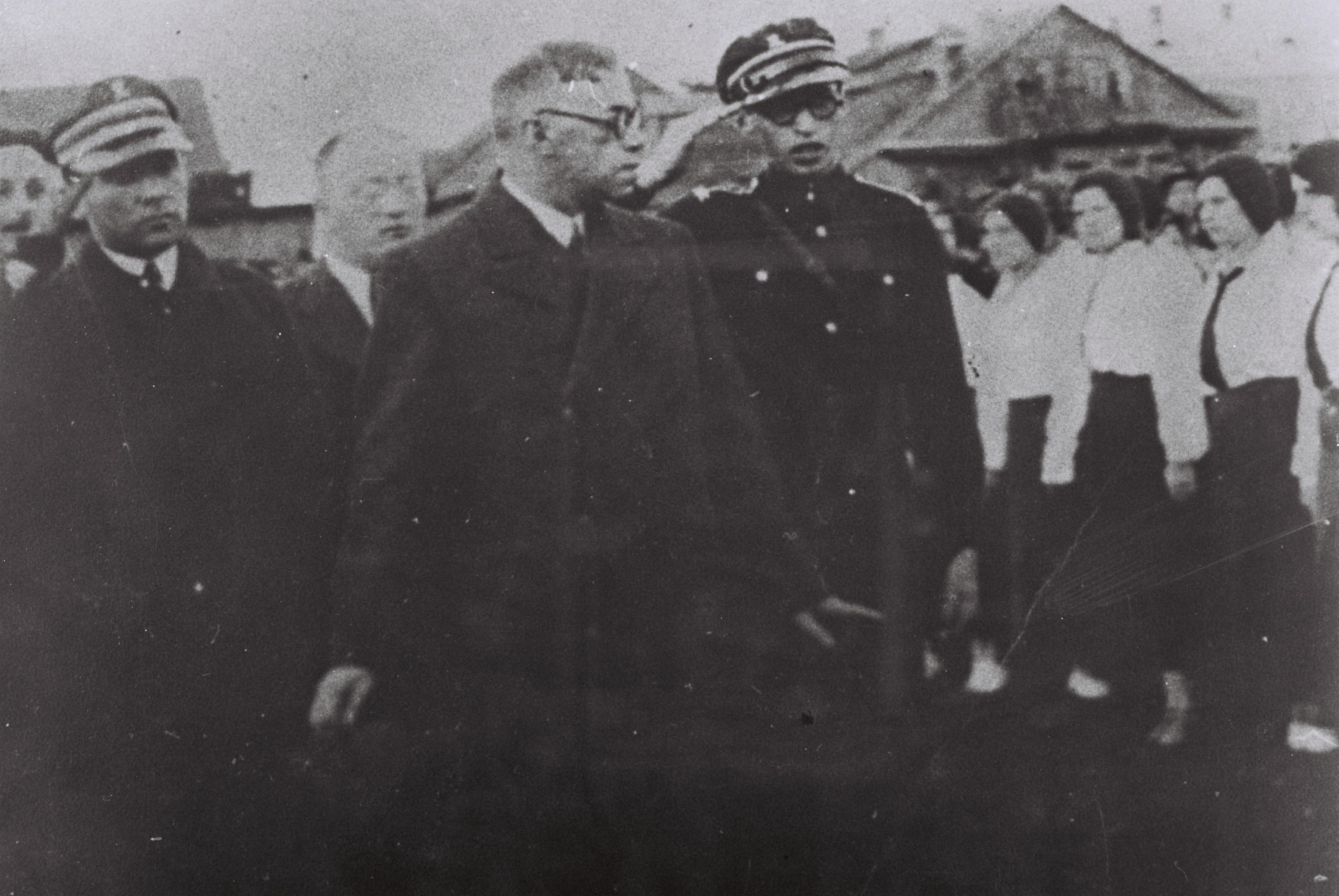
Propes (z lewej w mundurze) z Ze’ewem Żabotyńskim (w środku) i Menachemem Beginem (z prawej w mundurze) w Pińsku (1933)

Sprzeciwiał się radykalnym wpływom militarystów Menachema Begina i maksymalistów Abby Achimeira w Bejtarze, a także był przeciwny przekształceniu Bejtaru w zaplecze rekrutacyjne dla Irgunu. Jednak w 1939 roku postanowił zrzec się stanowiska Naczelnego Komendanta Bejtaru w Polsce. W swoje miejsce zaproponował Szimszona Juniczmana. Ten jednak odmówił i w marcu 1939 roku Żabotyński wyznaczył Begina na Naczelnego Komendanta Bejtaru w Polsce. Podczas pełnienia funkcji komendanta pisał artykuły do żydowskich gazet, np. „Hajnt” i „Der Moment”, a także był redaktorem „Ha-Mediny”.
W 1939 roku był kilkukrotnie zatrzymywany przez władze mandatowe w Palestynie i został zmuszony do jej opuszczenia. Pod koniec tego roku otrzymał zadanie utworzenia ruchu bejtarowego w Stanach Zjednoczonych. Był świadkiem śmiertelnego zawału serca Żabotyńskiego podczas jego wizyty w Stanach Zjednoczonych (4 sierpnia 1940 roku).
W 1941 roku zorganizował pierwszą szkołę lotniczą dla młodzieży żydowskiej w Stanach Zjednoczonych. Prowadził także negocjacje z rządem Kanady dotyczące sformowania samodzielnej jednostki żydowskiej w ramach Royal Canadian Air Force. Jednak po przystąpieniu Stanów Zjednoczonych do wojny zawieszono rozmowy. W 1943 roku zorganizował w Waszyngtonie demonstrację młodzieży na rzecz ratowania dzieci żydowskich w Europie. W 1946 roku wyjechał do Europy jako korespondent wojenny i wizytował obozy koncentracyjne.
W 1948 roku wyjechał do Izraela.

### Działalność w Izraelu

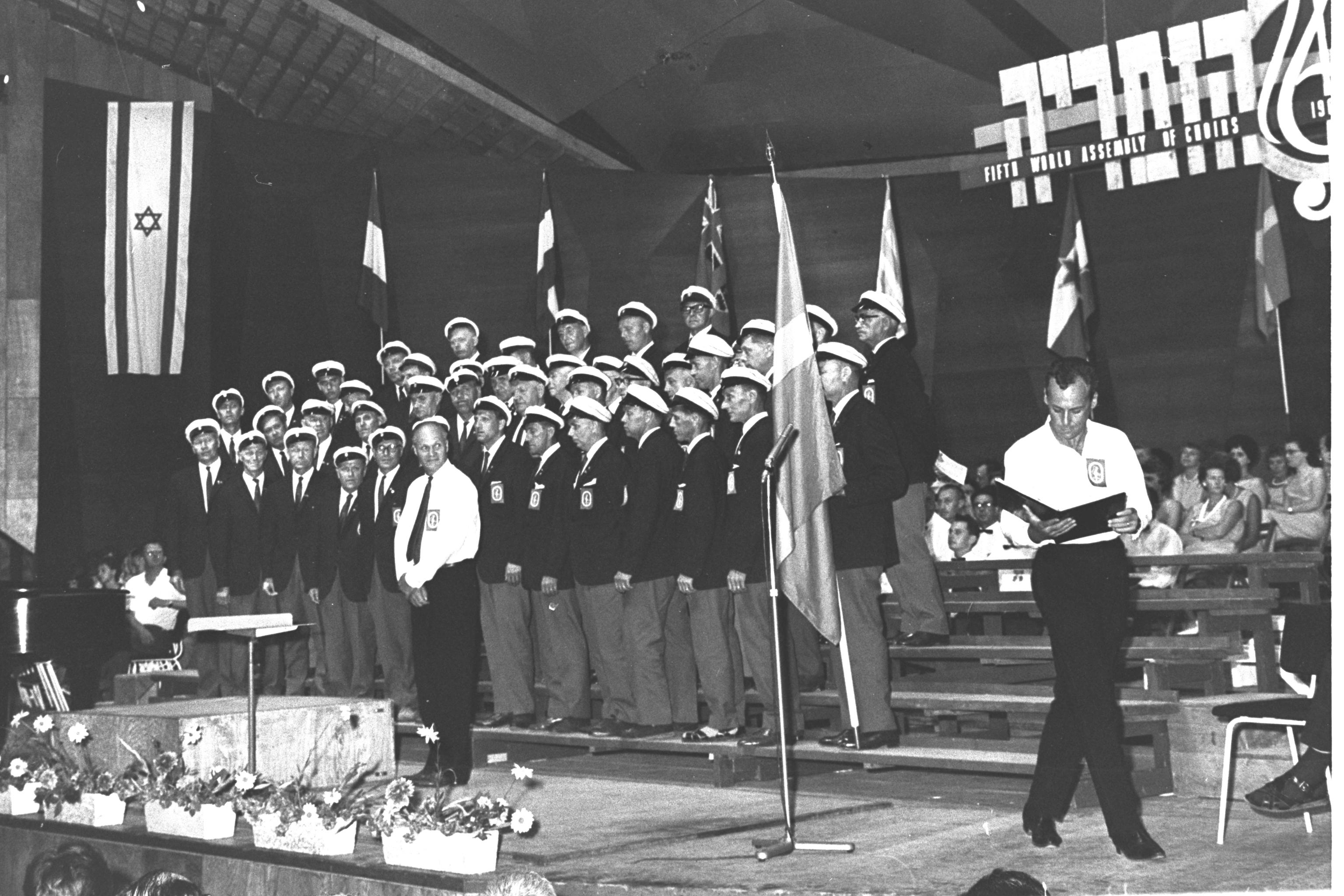
Festiwal Ha-Zimrija w 1964 roku

W Izraelu zaangażował się w pracę społeczną i kulturalną. W 1952 roku zapoczątkował międzynarodowy festiwal chórów Ha-Zimrija, który odbywa się co trzy lata. Uważany jest za twórcę Festiwalu Izraela. Jego pierwsza edycja miała miejsce w 1961 roku i związana była z muzyką. Festiwal odbywa się w Izraelu corocznie, a jego program skupia obecnie różne formy sztuki.
Zmarł na zawał serca 4 stycznia 1978 roku w szpitalu Ichilow w Tel Awiwie.